# William Fawcett (Offizier)

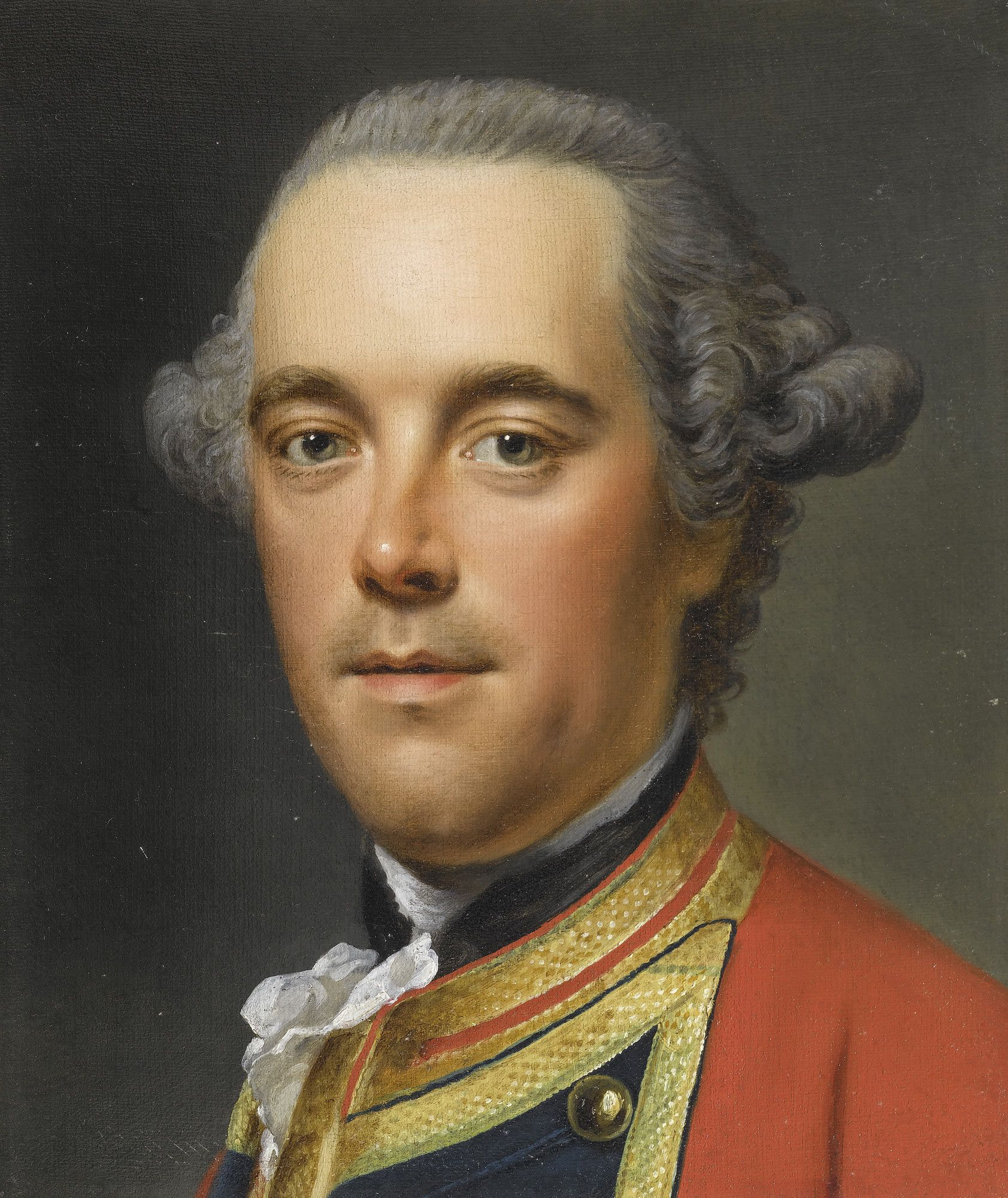
William Fawcett, nach einem Porträt von Johann Georg Ziesenis

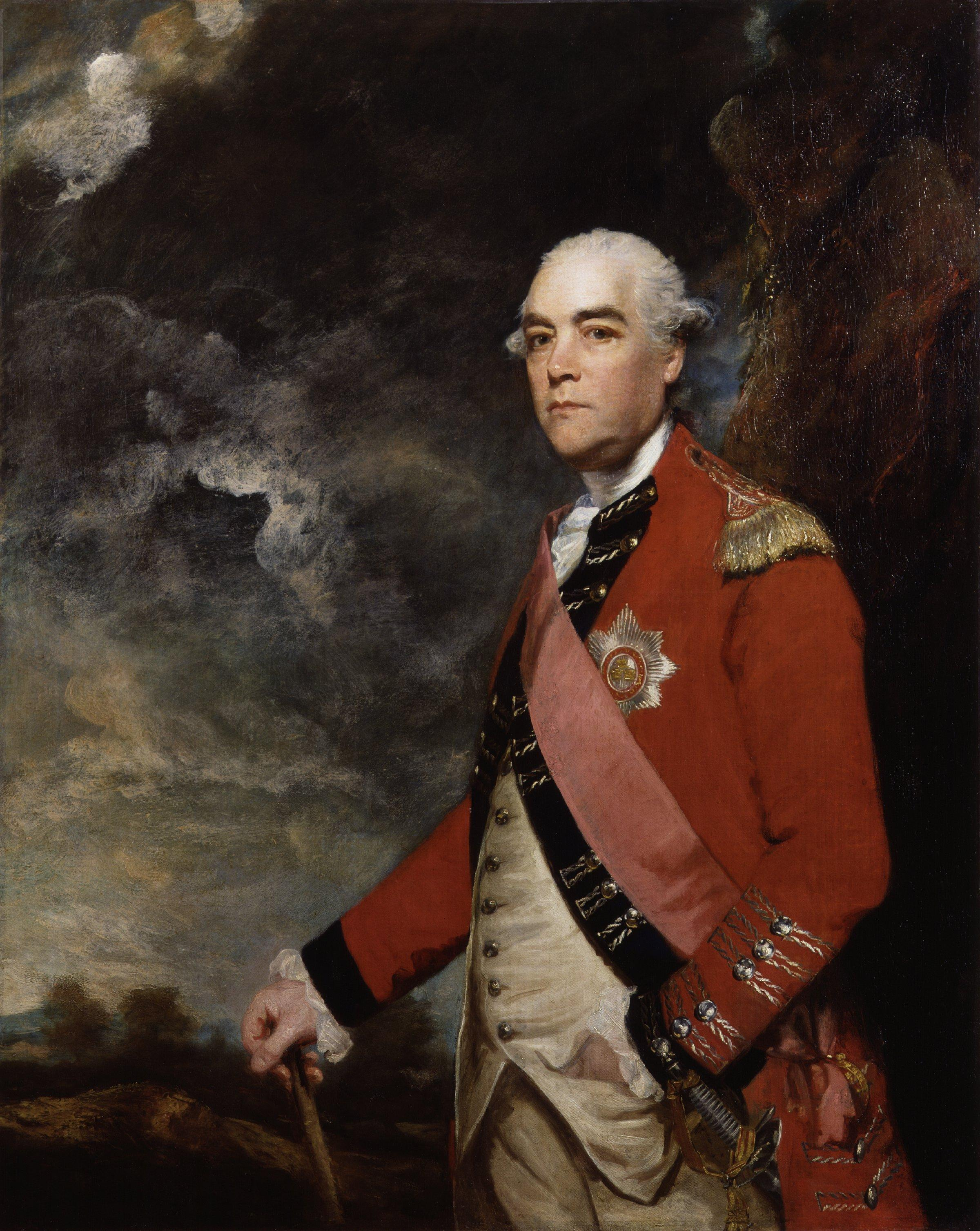
William Fawcett, porträtiert von Joshua Reynolds (1784/85)

Sir William Fawcett (* 1728 in Halifax; † 22. März 1804 in Westminster, London; auch Faucitt geschrieben) war ein britischer Offizier.

## Militärische Laufbahn
Fawcett, der aus einer Familie kleinerer Landbesitzer in Yorkshire stammte, trat 1745 als Ensign in die britische Armee ein. 1757 wurde er zum Captain befördert und diente seit Beginn des Siebenjährigen Kriegs in Deutschland als Adjutant des Generals Granville Elliott. Nach dessen Tod 1759 erhielt Fawcett die gleiche Position bei Granvilles Nachfolger, John Manners, Marquess of Granby, und wurde im Folgejahr in den Rang eines Lieutenant-Colonels erhoben. Es folgten Beförderungen zum Colonel (1772), Major-General (1777), Lieutenant-General (1782) und General (1796).
Fawcett starb 1804 im Alter von 76 Jahren in seinem Haus in der Great George Street in Westminster und wurde in der Kapelle des Royal Hospital Chelsea beigesetzt.

## Besondere Leistungen
Obwohl William Fawcett sowohl im Siebenjährigen Krieg als auch im Amerikanischen Unabhängigkeitskrieg aktiv diente, erbrachte er seine wichtigsten Leistungen als Autor bzw. Übersetzer militärischer Fachliteratur, vor allem aber als Bevollmächtigter für den Soldatenhandel.
Fawcett, der exzellente Kenntnisse der deutschen und französischen Sprache besaß, übersetzte unter anderem die Ausbildungsvorschriften und taktischen Handbücher der preußischen Armee aus dem Deutschen sowie die militärischen Schriften von Hermann Moritz von Sachsen aus dem Französischen ins Englische. Darüber hinaus verfasste er selbst militärische Fachliteratur.
Wegen seiner Sprachkenntnisse und seines diplomatischen Talents wurde Fawcett im Herbst 1775 nach Deutschland entsandt, um mit verschiedenen Fürsten Verhandlungen über die Vermietung von Truppenkontingenten zum Einsatz in Amerika zu führen. Dabei oblag es ihm nicht nur, die entsprechenden Verträge auszuhandeln und abzuschließen, sondern auch, die angemieteten Einheiten zu inspizieren und auf ihre Qualität und Tauglichkeit hin zu prüfen. Fawcett blieb bis 1780 als Bevollmächtigter für den Soldatenhandel in Deutschland; vor allem seinem Verhandlungsgeschick ist es zu verdanken, dass Großbritannien ständig rund 20.000 Mann angemieteter deutscher Hilfstruppen in Amerika zur Verfügung hatte.

## Ehrungen
Am 20. Dezember 1786 wurde Fawcett als Knight Commander des Order of the Bath geadelt. 1793 erhielt er das Amt des Colonel of the Regiment der 3rd Dragoon Guards, und 1796 wurde er in Anerkennung seiner Dienste zum Gouverneur des Royal Hospital Chelsea ernannt. Am 23. Januar 1799 wurde er Mitglied des Privy Council.
Eine weitere, allerdings postume Ehrung stellte sein Staatsbegräbnis am 31. März 1804 dar, bei dem der Prinzregent, William, Duke of Clarence, sowie Edward Augustus, Duke of Kent and Strathearn, dem Leichenwagen durch die Straßen von Westminster zum Chelsea Hospital folgten und sechs Generäle Sargträger waren.

## Werke (Auswahl)
- Regulations for the Prussian Infantry. To Which Is Added, the Prussian Tactick, Being a Detail of the Grand Manoeuvre, as Performed by the Prussian Armies (1759)
- Regulations for the Prussian Cavalry (1757)
- Reveries: or Memoirs upon the Art of War, by Field-Marshal Count Saxe (1757)
- Rules and Regulations for the Formations, Field Exercise and Movements of His Majesty's Forces (1792)